# Uchunku
L'Uchunku (in russo Ухунку?) è un fiume della Russia siberiana orientale, affluente di destra della Lena. Scorre nel Žiganskij ulus della Sacha (Jacuzia).
Il fiume ha origine nella zona del thermokarst sulla riva destra del Begidjan. Scorre verso ovest e poi nord-ovest; sfocia nella Lena ad una distanza di 703 km dalla sua foce tra le isole di Allach e Kurung. 
La lunghezza del Uchunku è di 148 km, l'area del suo bacino è di 2 390 km². La larghezza del fiume nel corso inferiore è di 101 metri, la profondità è di 1 metro. Il fiume congela da ottobre fino a maggio.